# 尾崎康工

尾崎康工像（高岡市立戸出中学校校庭）
（2007年3月撮影）

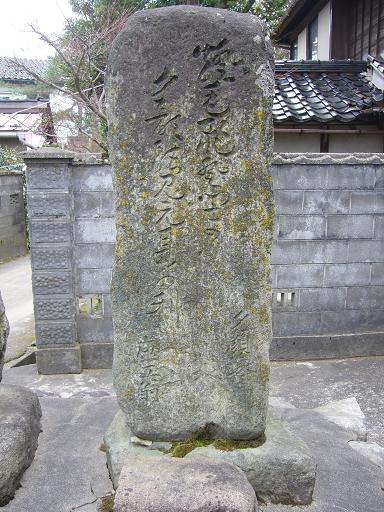
夕顔塚・尾崎康工句碑（高岡市戸出町1丁目）
（2007年3月撮影）

尾崎 康工（おざきやすよし・おざきこうこう、1701年（元禄14年） - 1779年4月22日（安永8年3月6日））は、明和期（1764年 - 1771年）の代表的俳人。
元禄14年（1701年）に越中国砺波郡戸出村古武屋孫右衛門の三男に生まれ、本家から分かれた後に姓を尾崎をした。屋号は沢村屋、通称伊兵衛。はじめ六壁庵と号し、別号を八椿舎、後に康工と改めた。
初め中川乙由に師事。40歳を過ぎる頃から松尾芭蕉の遺風を慕って全国を行脚した。近江国の義仲寺に長い間芭蕉の墓守として滞在し句碑を残した。
晩年は故郷戸出へ戻り「六壁庵」と呼ばれる庵（現在の太玄寺）を結び、門人の育成に励んだ。

## 主な著書
- 俳諧百一集（宝暦14年（1764年）5月）
  - 100人の俳人の肖像とその俳句を紹介したこの書は宝暦14年の上梓以降大変な好評を博し、2版3版と重版が行われた。それから80年後の嘉永3年（1850年）には普及版が出版され当時の大ベストセラー作品であった。

- 金花伝 上下2巻（安永2年（1773年）8月）
  - 芭蕉の句を解説した書でこれも全国的な影響力を与えた。芭蕉の句およそ100章を挙げてこれに評釈を加えている。

- 蕉句後拾遺（安永3年（1774年）1月）
  - 俳論書。伊藤風国の「泊船集」、華省の「芭蕉句選」、麦郷観寛治の「芭蕉句選拾遺」にもれた芭蕉の句などを掲載。

- 西住墳記（安永4年（1775年））
  - 西行上人のお供をしていた弟子西住法師が行脚の途中、砺波郡三谷村で病気になり他界。西行が西住法師の碑を立てたいわれなどが記されている。

- 武越文通（安永5年（1776年））

## 著名な句
- 燈もひとつ　また夕顔の　見えにけり（夕顔塚として句碑が戸出東町にある。）
- 朝神楽　森に秋風　殊更に（戸出野神社例大祭にて）
- 鶯も　爰守らせよ　神の杉（戸出野神社例大祭にて）
- 連なしにはあらず往生は花の道（辞世の句）